# Машино (Сергиево-Посадский район)
Машино — деревня в Сергиево-Посадском районе Московской области России, входит в состав городского поселения Хотьково.

## Население
| 1859 | 1890 | 1899 | 1926 | 2002 | 2006 | 2010 |
| ---- | ---- | ---- | ---- | ---- | ---- | ---- |
| 48   | ↗64  | →64  | ↗81  | ↘10  | ↗11  | ↗30  |

## География
Деревня Машино расположена на севере Московской области, в южной части Сергиево-Посадского района, примерно в 47,5 км к северу от Московской кольцевой автодороги, у линии Ярославского направления Московской железной дороги в 6,5 км к юго-западу от станции Сергиев Посад и 3,5 км к северо-востоку от станции Хотьково, на левом притоке реки Пажи бассейна Клязьмы.
В 7 км южнее деревни проходит Ярославское шоссе М8, в 18,5 км к югу — Московское малое кольцо А107, в 12 км к северу — Московское большое кольцо А108, в 32 км к западу — Дмитровское шоссе А104.
Ближайшие сельские населённые пункты — деревни Гаврилково, Матрёнки и Подушкино, ближайший остановочный пункт — железнодорожная платформа Семхоз.
К деревне приписано три садоводческих товарищества (СНТ).

## История
В «Списке населённых мест» 1862 года — казённая деревня 1-го стана Дмитровского уезда Московской губернии по правую сторону Московско-Ярославского шоссе (из Ярославля в Москву), в 34 верстах от уездного города и 6 верстах от становой квартиры, при прудах, с 9 дворами и 48 жителями (22 мужчины, 26 женщин).
По данным на 1890 год — деревня Морозовской волости 1-го стана Дмитровского уезда с 64 жителями.
В 1913 году — 12 дворов.
По материалам Всесоюзной переписи населения 1926 года — деревня Золотиловского сельсовета Хотьковской волости Сергиевского уезда Московской губернии в 3,2 км от Ярославского шоссе и 4,3 км от станции Хотьково Северной железной дороги, проживал 81 житель (36 мужчин, 45 женщин), насчитывалось 16 крестьянских хозяйств.
С 1929 года — населённый пункт Московской области в составе:
- Горбуновского сельсовета Сергиевского района (1929—1930)[14],
- Горбуновский сельсовета Загорского района (1930—1954)[15][16],
- Митинского сельсовета Загорского района (1954—1963, 1965—1991)[17][18],
- Митинского сельсовета Мытищинского укрупнённого сельского района (1963—1965)[17],
- Митинского сельсовета Сергиево-Посадского района (1991—1994)[18],
- Митинского сельского округа Сергиево-Посадского района (1994—2006)[19],
- городского поселения Хотьково Сергиево-Посадского района (2006 — н. в.)[20][21].